# ژوزف ولپی
ژوزف ولپی (به انگلیسی: Joseph Wolpe) (۱۹۱۵–۱۹۹۷) روان‌پزشک اهل آفریقای جنوبی که بخاطر مشارکت‌هایش در رفتاردرمانی شهرت دارد. ولپی اولین کسی بود که مفاهیم رفتاری را به حوزه کلینیکی روان‌شناسی وارد کرد.